# Kirkjufell

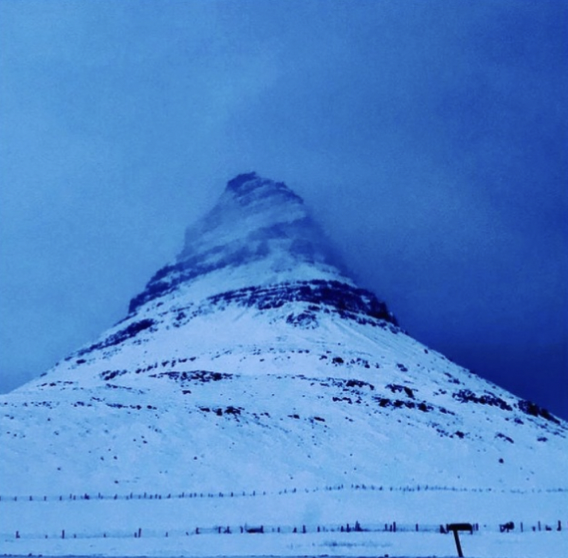

Kirkjuffel (i.e. 'montaña iglesia') es una montaña de origen volcánico situada en Grundarfjörður (Fiordo de Grundar), en la península de Snæfellsnes, al oeste de Islandia.